# Uniq

uniq — утилита Unix, с помощью которой можно вывести или отфильтровать повторяющиеся строки в отсортированном файле. Если входной файл задан как («-») или не задан вовсе, чтение производится из стандартного ввода. Если выходной файл не задан, запись производится в стандартный вывод. Вторая и последующие копии повторяющихся соседних строк не записываются. Повторяющиеся входные строки не распознаются, если они не следуют строго друг за другом, поэтому может потребоваться предварительная сортировка файлов.

## Использование
```
uniq [-c | -d | -u] [-i] [-f число_полей] [-s | -w число_символов] [входной_файл [выходной_файл]]

```

Опции программы имеют следующие значения:
-u
Выводить только те строки, которые не повторяются на входе.
-d
Выводить только те строки, которые повторяются на входе.
-c
Перед каждой строкой выводить число повторений этой строки на входе и один пробел.
-i
Сравнивать строки без учёта регистра.
-s число_символов
Определяет количество символов, начиная с начала строки, игнорируемых при сравнении. Все остальные символы сравниваются. Символы нумеруются начиная с единицы.
-w число символов
Определяет количество символов, начиная с начала строки, участвующих в сравнении. Все остальные символы игнорируются.
-f число_полей
Игнорировать при сравнении первые число_полей полей каждой строки ввода. Полем является строка непробельных символов, отделённая от соседних полей пробельными символами. Поля нумеруются начиная с единицы.